# Suite tchèque
Česká suita
La Suite tchèque en ré majeur pour petit orchestre  (en tchèque : Česká suita) opus 39 - B. 93 est une œuvre orchestrale d'Antonín Dvořák composée en 1879.

## Historique
Bien que portant le numéro d'opus 39, elle fut jouée en concert pour la première fois le 16 mai 1879, un an après les premières Danses slaves de l'opus 46, sous la baguette du même Adolf Čech et dans la même ville de Prague où la notoriété de Dvořák commençait alors à s'affirmer. Ces œuvres d'inspiration proche marquent le début de ce qu'il est convenu d'appeler la « période slave » du compositeur. Et si le charme des Danses slaves en fait une de ses partitions les plus célèbres, cette suite tchèque en ré majeur se distingue par la fluidité de ses cinq mouvements, très contrastés, et par l'utilisation de rythmes de danses venus de Bohême, de Moravie et plus largement d'Europe centrale. Car les plus belles pages de Dvořák sont toujours d'une profonde originalité de style comme de forme : si le paysage musical demeure invariablement la danse tchèque et la mélodie populaire, il n'en est pas moins animé par la rigueur et la beauté de l'harmonie classique – en particulier celle de Mozart.

## Orchestration
L'orchestre comporte 2 flûtes, 2 hautbois, un cor anglais, 2 clarinettes, 2 bassons, 2 cors, 2 trompettes, timbales, cordes.

## Structure
La suite comporte 5 mouvements :
1. Preludium (Pastorale): Allegro moderato en ré majeur, à , 71 mesures
2. Polka: Allegro grazioso Trio  : Poco più mosso, en ré mineur (trio en ré majeur), à 
, 125 mesures
3. Sousedská (Minuetto): Allegro giusto en si bémol majeur, à 
, 183 mesures
4. Romance: Andante con moto en sol majeur, à 
, 72 mesures
5. Finale (Furiant): Presto en ut mineur, à 
, 412 mesures

Durée de l'interprétation : environ 23 minutes.
Trois mouvements de cette suite sont directement slaves : le deuxième (Allegro grazioso) est une polka (à l'origine danse paysanne tchèque, et non polonaise) ; le troisième (Allegro giusto) est une sousedska (danse villageoise bohémienne), tout comme les rythmes de furiant du finale (Presto), lequel présente des syncopes à l'intérieur d'une mesure à trois temps, créant l'équivoque entre rythme binaire et rythme ternaire. Avec le caractère pastoral du premier mouvement (Allegro moderato) et la romance mélancolique du quatrième (Andante con moto), la partition prend le caractère classique d'une suite de danses, où les mouvements se succèdent sur des rythmes et dans des caractères différents, mais demeurent liés par une grande unité structurelle. C'est donc encore une fois (cf. la sérénade pour cordes de 1875 ou la sérénade pour vents de 1878) le modèle mozartien que Dvořák observe et transfigure.